# 점성술의 기호
점성술의 기호(占星術之 記號, 영어: astrological symbol)는 여러 점성술 체계에서 관련된 객체를 표시하는데 사용되는 그림이다.

## 역사와 기원
많은 고대 천궁도가 보전되어 있는 중세 비잔티움의 사본들에서 고대 행성과 황도대 별자리, 각, 가상점 그리고 달의 교점의 기호들이 나타난다. 그러한 그리스 천궁도의 원본 파피루스에서는 태양이 광선 모양()으로 표시되어 있고 달이 초승달 모양으로 표시된 한 원이 발견된다. 수성과 금성, 목성 그리고 토성의 기호는 후기의 그리스 파피루스에서 발견된 형태로 거슬러 올라간다.  목성과 토성의 기호는 그것들의 그리스어 이름의 첫글자의 문자도안으로 확인되었고, 수성의 기호는 양식화된 카두케우스이다. 몬더는 더 이른 문헌들에서 고대 행성과 연관된 신을 표현하는데 사용된 행성 기호의 선례를 발견하였다. 2세기에 제작된 비안키니의 별자리판 은 행성 기호의 초기 형태가 갖추어져 있는데, 행성의 신에 대한 그리스식 인격화를 시사한다.: 수성은 카두케우스를 지닌다. 금성은 다른 줄 목걸이와 연결된 목걸이를 하고 있다. 화성은 창을 갖고 있고, 목성은 지팡이를, 토성은 큰 낫을 들고 있다. 태양은 방사성으로 퍼지는 모양의 왕관을 쓰고 있으며 달은 초승달 모양의 머리 장식을 하고 있다. 12세기 요한네스 카라테로스의《점성술 개론(Compendium of Astrology)》에 있는 한 도해는 태양이 하나의 광선을 가진 원으로 표현되어 있고, 목성은 (그리스 신화에서 유피테르에 상응하는 제우스의 첫글자인) 제타(Ζ)로 표시되어 있으며, 화성은 창이 겹쳐진 방패로 그려져 있다. 그리고, 다른 행성들의 기호는 현대의 것들과 유사한 모양으로 표현되어 있지만, 현대식 기호에서 보여지는 십자모양은 없다. 태양의 현대 기호는 한 원에 점이 찍혀있는 그림(☉)인데, 그 모양은 르네상스 시대에 처음 나타났다.
천왕성과 해왕성의 기호는 그것들의 발견이 있은 후 얼마 안 돼서 만들어졌다. 천왕성은 두 개의 기호를 가지고 있다. 그 중 하나는 요한 G 쾰러에 의해 고안되고 보데에 의해 개선된 이다. 그것은 본래 새로 발견된 금속 플래티넘을 표시할 예정이었는데, 일반적으로 백금이라고 불리는 플래티넘은 철이 섞인 상태로 화학자들에게 발견되었기 때문에, 그것의 기호는 철♂과, 금☉의 기호가 혼합되어 있다. 그것의 또 다른 기호인 는 1784년에 랄랑드에 의해 제안되었다. 허셜과 랄랑드는 그것에 대해 "당신의 이름의 첫글자가 얹어진 원"이라고 묘사했다.  해왕성이 발견된 이후, 그것에 대해 경도국은 넵튠(Neptune)의 이름과 삼지창과 유사한 기호를 제안했다.
19세기 초에 발견된 세레스와 팔라스 그리고 유노 이렇게 세 개의 점성학적 기호들도 역시 그것들의 발견 직후에 만들어졌다. 처음에, 그것들은 행성으로 분류되었지만, 반세기 이후에 소행성으로 분류되었다. 주세페 피아치의 세레스 발견 직후, 한 천문학 단체는 그것의 이름을 발견자의 이름으로 하자는 제안을 비준했고, 그 행성의 기호로써 낫 모양을 선정했다. 팔라스의 기호인 팔라스 아테나의 창은 바론 프란츠 사버 폰 자흐에 의해 고안되었고 그의 저널 《월간 통신(Monatliche correspondenz)》에서 소개되었다. 카를 루트비히 하딩은 유노를 발견하고 이름 지었으며, 별 하나가 위에 있는 홀(笏)을 그것의 기호로 지정했다.
베스타의 현대 점성술의 기호는 엘레너 바흐에 의해 만들어졌다. 그녀는 《소행성의 천문력(Ephemerides of the Asteroids)》으로써 네 개의 주요 소행성을 사용한 선구자로 인정된다. 베스타를 표기한 바흐의 기호는 베스타의 제단을 표현한 것을 단순화한 것이다. 베스타의 최초 기호인 은 독일의수학자 카를 프리드리히 가우스에 의해 만들어졌다. 올베르스 박사가 먼저 (이후에 소행성으로 분류된) 그 새로운 행성을 발견했지만, 그것의 이름을 지을 영예는 가우스에게 넘겼다. 가우스는 그 행성의 이름을 여신 베스타로 지었고, 그것의 기호는 성화가 타고 있는 그 여신의 제단임을 명시했다.
천왕성과 같이 명왕성 또한 사용되는 두개의 기호를 갖고 있다. 그 기호들 중 하나는 (플루토(Pluto) 또는 천문학자 퍼시벌 로웰의 약자로 해석될 수 있는) PL의 철자도안이며, 1930년 5월 1일에 그 새로운 행성의 발견은 이 이름으로 알려졌다.  그것의 또 다른 기호는 폴 클랜시의 점성술 저서를 통해 대중화되었는데, 수성의 기호를 기초로 수성이 거래하는 위치를 뜻하는 원과 호가 붙여진 것이라고 한다. 그 기호는 데인 러디야르에 의해 "열린 잔 위에 떠있는 원으로 플루톤의 심적 경향을 지닌 그 행성의 성격을 암시한다"고 묘사된다. 그러나, 신비 과학으로 설명될 수도 있는 적절한 전통적 해석 보다는 블라바츠키의 해석에 있어서 그러한 의미는 쉽게 문제시된다.
센타우루스인 키론의 기호는 (발견자 찰스 코월(Kowal)의) 철자 K가 붙은 열쇠로써, 천문학자 알 모리슨이 제안했는데, 그는 그 기호를 그와 몰리 마호니 그리고 말린 바소프와 논의로 얻어진 것이라고 소개했다.
역행 운동(retrograde motion)의 기호 ℞는 대문자 R이 꼬리를 감고 있는 모양이다.
 꼬리가 달린 R은 철자 R로 시작하는 많은 단어들의 축약형으로 사용되기도 하는데, 예를 들면, 그것은 ("받다"의 라틴어 recipere의 명령형에서 파생된) 의약품 처방전을 뜻하는 축어 레시피(recipe)의 단축 기호이며, 미사 전서에서 꼬리 달린 R은 대답을 표시한다.

## 기호와 의미

### 점성술의 행성
행성의 기호는 (항상은 아니지만) 일반적으로 네 개의 공통 요소로 분해된다.: 그것들은 정신을 뜻하는 원과 마음을 뜻하는 초승달 모양, 실질적이거나 육제적인 것을 표현하는 십자 그리고 행동이나 경향을 의미하는 화살표이다.
| 이름   | 그림               | 상징                                                      | 의미                                                                                 |
| ------ | ------------------ | --------------------------------------------------------- | ------------------------------------------------------------------------------------ |
| 태양   | Sol                | 태양의 기호(원테두리 점)                                  | 잠재력의 근원이 두르고 있는 신령(원)                                                 |
| 달     | First quarter moon | 초승달                                                    | 마음 또는 감수성을 통해 발전하는 인간의 정신(신월형)                                 |
| 수성   | Mercury            | 메르쿠리우스날개 달린 모자와 카두케오스                   | 물질(십자)와 신령(원)위에 균형을 이룬 마음(신월형)                                   |
| 금성   | Venus              | 베누스의 손거울                                           | 물질(십자)위의 신령(원)                                                              |
| 지구   | Earth              | 지구, 태양의 기호(태양 십자)                              | 행성 지구: 기본 방위. 혹은 십자 보주                                                 |
| 화성   | Mars               | 마르스의 방패와 창                                        | 신령(원) 위의 힘(화살표)                                                             |
| 세레스 | Ceres              | 추수의 여신으로서의 케레스의 상징인 큰 낫(아래의 손잡이). | 물질의 십자가에 의존하는 감수성의 신월형인 양식화된 큰 낫                            |
| 목성   | Jupiter            | 유피테르의 벼락 또는 독수리                               | 물질(십자)의 지평선 위로 떠오르는 마음(신월형)                                       |
| 토성   | Saturn             | 사투르누스의 낫                                           | 마음이나 인간 정신(신월형)에 우선하는 물질(십자)                                     |
| 천왕성 | Uranus             | H는 발견자인 허셜의 성의 첫글자이다.                      | 통찰력을 얻는 안테나 모양을 한 영혼의 원과 우세한 물질의 십자,                       |
| 천왕성 | Uranus             | 화성과 태양의 기호의 조합에서 파생되었다.                 | 종종 점성학적으로도 사용되는 천문 기호. 잠재력의 근원이 두르고 있는 신령(원)위의 힘. |
| 해왕성 | Neptune            | 넵투누스의 삼지창                                         | 물질(십자)을 초월하는 마음 또는 감수성(신월형)                                       |
| 명왕성 | Pluto (alternate)  | 해왕성의 점성술 기호의 변형                               | 신령(원)에 다다르기 위해 물질(십자)를 초월하는 마음(신월형)                          |
| 명왕성 | Pluto              | 플루톤 또는 퍼시벌 로웰의 PL의 철자도안                   | 종종 점성술에 사용되는 천문 기호                                                     |

### 황도대의 별자리
| 이름       | 상징             | 기호 | 그림 | 기호 풀이                                                                        |
| ---------- | ---------------- | ---- | ---- | -------------------------------------------------------------------------------- |
| 양자리     | 숫양             | ♈︎   |      | 숫양의 머리과 뿔                                                                 |
| 황소자리   | 황소             | ♉︎   |      | 황소의 머리와 뿔                                                                 |
| 쌍둥이자리 | 쌍둥이           | ♊︎   |      | 동료                                                                             |
| 게자리     | 게               | ♋︎   |      | 게의 집게발                                                                      |
| 사자자리   | 사자             | ♌︎   |      | 사자의 머리와 갈기                                                               |
| 처녀자리   | 처녀             | ♍︎   |      | 보리 다발                                                                        |
| 천칭자리   | 천칭             | ♎︎   |      | 수평저울                                                                         |
| 전갈자리   | 전갈             | ♏︎   |      | 전갈의 꼬리                                                                      |
| 사수자리   | 궁수             | ♐︎   |      | 켄타우로스의 화살                                                                |
| 염소자리   | 바다염소         | ♑︎   |      | 물고기의 꼬리를 가진 염소의 몸과 머리.                                           |
| 염소자리   | 바다염소         | ♑︎   |      | 물고기의 꼬리를 가진 염소의 몸과 머리.                                           |
| 물병자리   | 물동이를 든 사람 | ♒︎   |      | 물결, 때때로의 현대적인 견해로는 번쩍하는 번개나 정기의 파형, 또는 전하를 띈 물. |
| 물고기자리 | 물고기           | ♓︎   |      | 두 마리의 물고기가 한 곳에 묶여 있지만, 서로 다른 방향으로 헤엄치고 있다.        |
| 뱀주인자리 | 뱀을 맨 사람     | ⛎   |      | 사람이 뱀을 매고 있다                                                            |

### 각
| 이름         | 기호 | 설명 |
| ------------ | ---- | --- |
| 합           |      | 0° 의 각도 또는 같은 별자리에 있는 두 개 이상의 행성. 선이 달린 원은 같은 곳(또는 각도의 시작점)에 있는 두 개의 객체를 의미한다. |
| 십이분위각   |      | 30°의 각도 또는 한 개의 별자리 차이 육각형의 안쪽에서만(육분위각 참조)의 상반부에서 모서리들과 중심을 잇는 선들                  |
| 팔분위각     |      | 45°의 각도("반직각" 또는 "반배사분위각") 직각(사분위각)을 이등분한 선                                                            |
| 육분위각     |      | 60°의 각도 또는 두 개의 별자리 차이 육각형의 모서리를 잇는 중심을 가로지르는 선들                                                |
| 오분위각     | Q    | 72°의 각도 |
| 사분위각     |      | 90°의 각도나 세 별자리 차이 또는 같은 양상 한 내각이 직각인 정사각형                                                             |
| 삼분위각     |      | 120°의 각도나 네 별자리 차이 또는 같은 원소의 삼궁 정삼각형                                                                      |
| 삼배팔분위각 |      | 135° 의 각도("직각과 반" 또는 "일배반사분위각") 사분위각의 기호와 그 하변에 걸쳐 있는 팔분위각의 기호는 그 둘의 합을 의미한다.   |
| 이배오분위각 | bQ   | 144°의 각도 |
| 오엽각       |      | 150°의 각도("불합") 또는 다섯 별자리 차이 육각형의 안쪽에서만(육분위각 참조)의 하반부에서 모서리들과 중심을 잇는 선들            |
| 충           |      | 180°의 각도 또는 여섯 별자리 차이 합의 상형문자와 그 꼭대기의 원은 두 객제가 서로 (맞은편에서) 대면하고 있음을 의미한다.         |

### 달의 위상
| 이름     | 기호               | 설명                                                                           |
| -------- | ------------------ | ------------------------------------------------------------------------------ |
| 삭월     | New moon           | 삭월을 또는 태양과 달이 0°~45°의 범위에 있음을 표시한다.                       |
| 초승달   | Crescent moon      | 초승달 또는 태양과 달이 45°~90° 범위에 있음을 표시한다.                        |
| 상현반달 | First quarter moon | 빛이 차오를 때의 반달 또는 태양과 달이 90°~135° 범위에 있음을 표시한다.        |
| 상현달   | Gibbous moon       | 빛이 차오르는 볼록한 달 또는 태양과 달이 135°~180°의 범위에 있음을 표시한다.   |
| 보름달   | Full moon          | 보름달 또는 태양과 달이 180°~225° 범위에 있음을 표시한다.                      |
| 하현달   | Disseminating moon | 빛이 이지러지는 볼록한 달 또는 태양과 달이 225°~270°의 범위에 있음을 표시한다. |
| 하현반달 | Last quarter moon  | 빛이 이지러질 때의 반달 또는 태양과 달이 270°~315°의 범위에 있음을 표시한다.   |
| 그믐달   | Balsamic moon      | 그믐달을 또는 태양과 달이 315°~360°의 범위에 있음을 표시한다.                  |

### 다른 기호
| 이름           | 기호   | 상징            | 설명 |
| -------------- | ------ | --------------- | --- |
| 상승점         | Aˢᶜ    | 모서리          | 영어로 ascendant(어센던트와 라틴어로 ascensum coeli(아스켄숨 코엘리)로도 알려진 상승점은 특정 순간에 황도와 천구의 지평선이 교차하는 곳이다. 이것은 천궁도나 출생 차트의 구성에 사용된다. |
| 중천점         | Mᶜ     | 모서리          | 영어로 midheaven(미드해븐)과 라틴어로 medium coeli(미디움 코엘리)로도 알려진 중천점은 황도와 지방 자오선이 교차하는 점이다. 이것은 천궁도나 출생 차트의 구성에 사용된다. |
| 승교점         |        | 달의 교점       | 모든 점성가들이 교점을 사용하지는 않는다. 하지만, 베다 점성술에서 그것들의 사용은 매우 중요하다. 그것들은 용두(라후, 카푸트 트라코니스 또는 아나비바존)와 용미(케투, 카우다 드라코니스 또는 카타비바존)로도 알려져 있다. 가장 일반적으로는 두 개의 교점은 모두 간단히 달의 교점이라고 불린다.              |
| 강교점         |        | 달의 교점       | 모든 점성가들이 교점을 사용하지는 않는다. 하지만, 베다 점성술에서 그것들의 사용은 매우 중요하다. 그것들은 용두(라후, 카푸트 트라코니스 또는 아나비바존)와 용미(케투, 카우다 드라코니스 또는 카타비바존)로도 알려져 있다. 가장 일반적으로는 두 개의 교점은 모두 간단히 달의 교점이라고 불린다.              |
| 검은 달 릴리트 |        | 달의 장축단     | 전통적인 검은 달 릴리트는 지심 좌표로 측정할 때 달의 평균 장축단의 위치에 있다. 검은 달의 변형들로는 그 평균 궤도를 실제 접촉 궤도나 개입 궤도로 대체한 것과 장축단 대신에 달의 궤도의 빈 공간에 초점을 맞춘 것 그리고 그것의 지구 중심적 위치 대신에 무게중심이나 지표점중심 위치로 측정된 것이 포함된다. |
| 역행운동       | ℞      | 겉보기 역행운동 | 점성술 차트에서 이 기호는 행성의 외견상의 역행 운동을 표시한다. |
| 혜성           |        | 혜성            | 종종 혜성들 마다 기호가 다르지만, 주류의 점성술에서는 혜성의 사용이 보급되어 있지 않다. |
| 2 팔라스       | Pallas | 소행성          | 창(변형은 위가 삼각형이다.) 또는 황을 뜻하는 연금술의 기호 (점성술의 소행성 참조) |
| 10 히기에이아  | Hygiea | 소행성          | 뱀이 휘감고 있는 아스클레피오스의 지팡이 |
| 10 히기에이아  | Hygiea | 소행성          | 두 마리의 뱀이 휘감고 있는 지팡이 (대안적 점성술 기호) |
| 3 유노         | Juno   | 소행성          | 별이 위에 있는 (그리스의 헤라와 동일한 로마의 유노 여왕의) 홀 |
| 4 베스타       | Vesta  | 소행성          | (그리스의 헤스티아와 동일한 로마 신의) 화로 또는 제단과 피워져 있는 불 |
| 2060 키론      | Chiron | 센타우루스      | 켄타우로스의 양식화된 몸(원은 말 부분, K같은 그림문자는 인간 부분) |
| 행운의 가상점  |        | 가상점          | 34도 회전된 행성 지구를 뜻하는 그림문자 |
| 에리스         | ⯰      | 왜행성          | 에리스의 손, 디스코르디아교에서 비점성학적 용도로 사용된다. |
| 에리스         | Eris   | 왜행성          | 명왕성과 화성 그리고 금성의 기호에 기초하며, 헨리 셀트저에 의해 제안되었는데, 시간 경과에 사용된다. |

## 유니코드
| 기호           | 그림               | 유니코드 | 특수문자 |
| -------------- | ------------------ | -------- | -------- |
| 태양           |                    | U+2609   | ☉        |
| 태양           |                    | U+1F71A  | 🜚        |
| 달             |                    | U+263E   | ☾        |
| 달             |                    | U+263D   | ☽        |
| 수성           |                    | U+263F   | ☿        |
| 금성           |                    | U+2640   | ♀        |
| 지구           |                    | U+1F728  | 🜨        |
| 화성           |                    | U+2642   | ♂        |
| 목성           |                    | U+2643   | ♃        |
| 토성           |                    | U+2644   | ♄        |
| 천왕성         |                    | U+2645   | ♅        |
| 천왕성         |                    | U+26E2   | ⛢        |
| 해왕성         |                    | U+2646   | ♆        |
| 해왕성         |                    | U+2BC9   | ⯉        |
| 1 세레스       |                    | U+02A1   | ʡ        |
| 2 팔라스       |                    | U+26B4   | ⚴        |
| 3 유노         |                    | U+26B5   | ⚵        |
| 4 베스타       |                    | U+26B6   | ⚶        |
| 2060 키론      |                    | U+26B7   | ⚷        |
| 에리스         |                    | U+2BF0   | ⯰        |
| 에리스         |                    | U+2BF1   | ⯱        |
| 명왕성         |                    | U+2647   | ♇        |
| 명왕성         |                    | U+2BD3   | ⯓        |
| 명왕성         |                    | U+2BD4   | ⯔        |
| 명왕성         |                    | U+2BD5   | ⯕        |
| 명왕성         |                    | U+2BD6   | ⯖        |
| 하우메아       |                    | U+1F77B  | 🝻        |
| 마케마케       |                    | U+1F77C  | 🝼        |
| 공공           |                    | U+1F77D  | 🝽        |
| 콰오아         |                    | U+1F77E  | 🝾        |
| 오르쿠스       |                    | U+1F77F  | 🝿        |
| 양자리         |                    | U+2648   | ♈︎       |
| 황소자리       |                    | U+2649   | ♉︎       |
| 쌍둥이자리     |                    | U+264A   | ♊︎       |
| 게자리         |                    | U+264B   | ♋︎       |
| 사자자리       |                    | U+264C   | ♌︎       |
| 처녀자리       |                    | U+264D   | ♍︎       |
| 천칭자리       |                    | U+264E   | ♎︎       |
| 전갈자리       |                    | U+264F   | ♏︎       |
| 사수자리       |                    | U+2650   | ♐︎       |
| 염소자리       |                    | U+2651   | ♑︎       |
| 염소자리       |                    | U+2651   | ♑︎       |
| 물병자리       |                    | U+2652   | ♒︎       |
| 물고기자리     |                    | U+2653   | ♓︎       |
| 합             |                    | U+260C   | ☌        |
| 엄폐           |                    | U+1F775  | 🝵        |
| 십이분위각     |                    | U+26BA   | ⚺        |
| 팔분위각       |                    | ≈ U+2220 | ∠        |
| 육분위각       |                    | U+26B9   | ⚹        |
| 오분위각       | Q                  | U+0051   | Q        |
| 사분위각       |                    | U+25A1   | □        |
| 삼분위각       |                    | U+25B3   | △        |
| 삼배팔분위각   |                    | U+26BC   | ⚼        |
| 이배오분위각   | bQ                 | 없음     | bQ       |
| 오엽각         |                    | U+26BB   | ⚻        |
| 충             |                    | U+260D   | ☍        |
| 월식           |                    | U+1F776  | 🝶        |
| 삭월           | New moon           | U+1F311  | 🌑︎       |
| 초승달         | Crescent moon      | U+1F312  | 🌒︎       |
| 상현반달       | First quarter moon | U+1F313  | 🌓︎       |
| 상현달         | Gibbous moon       | U+1F314  | 🌔︎       |
| 보름달         | Full moon          | U+1F315  | 🌕︎       |
| 하현달         | Disseminating moon | U+1F316  | 🌖︎       |
| 하현반달       | Last quarter moon  | U+1F317  | 🌗︎       |
| 그믐달         | Balsamic moon      | U+1F318  | 🌘︎       |
| 상승점         | Aˢᶜ                | 없음     | ASC      |
| 중천점         | Mᶜ                 | 없음     | MC       |
| 승교점         |                    | U+260A   | ☊        |
| 강교점         |                    | U+260B   | ☋        |
| 검은 달 릴리트 |                    | U+26B8   | ⚸        |
| 역행 운동      | ℞                  | U+211E   | ℞        |
| 행운의 가상점  |                    | U+1F774  | 🝴        |
| 혜성           |                    | U+2604   | ☄        |

## 같이 보기
- 연금술의 기호
- 천문 기호
- 점성술의 소행성
- 간지
- 십이지
- 천간
- 마야 달력
- 아즈텍 달력
- 나크샤트라
- 나바그라하
- 상형문자 단자
- 성별 기호
- 고대 원소
- 베다 점성술